# Йосиф Разсуканов
Йосиф Антонов Разсуканов е български офицер (генерал-майор), преподавател във Военната академия, командир на 21-ви пехотен стедногорски полк по време на Първата световна война (1915 – 1918), началник-щаб на 6-а пехотна бдинска дивизия.

## Биография
Йосиф Разсуканов е роден на 1 юни 1876 г. в Елена. На 31 август 1892 постъпва на военна служба, през 1896 г. завършва Военно на Негово Княжеско Височество училище в 17-и випуск, произведен е в чин подпоручик и зачислен в артилерията. През 1900 е произведен в чин поручик. Като поручик от 3-ти артилерийски полк през 1904 г. е командирован в Академия на ГЩ в Торино, която завършва през 1908 г. Междувременно през 1906 г. е произведен в чин капитан.
От 1911 г. капитан Разсуканов е офицер за поръчки в щаба на Действащата армия, а по-късно на 18 май е произведен в чин майор. През Балканските войни майор Разсуканов е военно аташе към Генералния щаб на сръбската армия в Скопие. От януари 1915 преподава в новосъздадената Военна академия, като е инспектор на класовете в Академията. В началото на Първата световна война (1915 – 1918) е помощник-началник в секция в Щаба на армията, след което командва 1-ва бригада от 2-ра пехотна тракийска дивизия, от 1916 г. е началник-щаб на 6-а пехотна бдинска дивизия, а от 1918 командва 21-ви пехотен стедногорски полк. На 18 май 1915 е произведен в чин подполковник, а на 15 юли 1917 в чин полковник. Полковник Разсуканов служи като началник-щаб на 6-а пехотна бдинска дивизия и като началник-щаб на 7-а пехотна рилска дивизия. Преминава в запаса през 1920 г. На 6 май 1936 е произведен в чин о.з. генерал-майор.

## Военни звания
- Подпоручик (1896)
- Поручик (1900)
- Капитан (1906)
- Майор (18 май 1911)
- Подполковник (18 май 1915)
- Полковник (15 юли 1917)
- о.з. Генерал-майор (6 май 1936)

## Образование
- Военно на Негово Княжеско Височество училище (31 август 1892 – 1896)
- Академия на ГЩ в Торино (1904 – 1908)

## Награди
- Военен орден „За храброст“ IV степенм 2 клас
- Военен орден „За храброст“ IV степен, 1 клас
- Народен орден „За военна заслуга“ IV степен на военна лента
- Знак „За 10 години отлична служба“